# Leah Ashmore
Lía Aymara Duarte Ashmore (sinh ngày 5 tháng 4 năm 1995), còn được gọi là Leah Ashmore, là một người mẫu và người đẹp hàng đầu cuộc thi sắc đẹp Paraguay đã đăng quang cuộc thi Hoa hậu Hoàn vũ Paraguay 2022. Cô sẽ đại diện cho Paraguay tại Hoa hậu Hoàn vũ 2022.
Ashmore trước đó đã chiến thắng Hoa hậu hòa Bình Paraguay 2017 và đại diện cho Paraguay tại Hoa hậu Hòa bình Quốc tế 2017, nơi cô đứng trong Top 20.

## Tiểu sử
Ashmore sinh ra ở Villarica, Guairá. Cô theo học ngành marketing tại Đại học Hoa Kỳ ở Asunción. Cô ấy nói tiếng Tây Ban Nha, tiếng Anh, tiếng Bồ Đào Nha và tiếng Guarani.

## Cuộc thi sắc đẹp

### Hoa hậu hòa Bình Paraguay 2017
Ashmore bắt đầu sự nghiệp thi sắc đẹp của mình vào năm 2017, sau khi cô được chọn để đại diện cho bộ phận Guairá tại cuộc thi Miss Grand Paraguay 2017 được tổ chức tại Centro Paraguayo Japonés ở Asunción vào ngày 29 tháng 7 năm 2017. Cô đã giành được danh hiệu và kế vị là Cindy Nordmann Arias.

### Hoa hậu Hòa bình Quốc tế 2017
Vào ngày 25 tháng 10 năm 2017, Ashmore đại diện cho Paraguay tại Hoa hậu Hòa bình Quốc tế 2017 và tranh tài với 77 thí sinh khác tại Trung tâm Hội nghị Vinpearl, Phú Quốc, Việt Nam.
Ashmore đã giành được những giải thưởng sau:
- Best Social Media
- Top 10 - Best National Costume
- Top 10 - Best in Swimsuit
- Top 5 On Arrival

Kết thúc cuộc thi, Ashmore đứng trong Top 20.

### Hoa hậu Paraguay 2022
Vào ngày 26 tháng 8 năm 2022, Ashmore cạnh tranh với 14 thí sinh khác vào vòng chung kết cho 4 danh hiệu tại Hoa hậu Paraguay 2022 tại Paseo La Galería ở Asunción. Cô đăng quang Hoa hậu Hoàn vũ Paraguay 2022, danh hiệu cao nhất và kế vị là Á hậu 1 Hoa hậu Hoàn vũ 2021 Nadia Ferreira.

### Hoa hậu Hoàn vũ 2022
Với tư cách là Hoa hậu Paraguay, Ashmore sẽ đại diện cho Paraguay tại Hoa hậu Hoàn vũ 2022.